# Plutonesthes atricollis
Plutonesthes atricollis là một loài bọ cánh cứng trong họ Cerambycidae.